# Oyama (toneel)
Een oyama (Japans: 女形) of onnagata (Japans: 女形/女方) is een man die een vrouwenrol speelt.
Dit gebruik komt uit Japan. Het gebruik stamt uit 1629 toen onder het shogunaat van Tokugawa besloten werd dat vrouwen niet meer mochten meespelen in de toneelvorm kabuki. Toentertijd werden de vrouwenrollen hoofdzakelijk waargenomen door prostituees, hetgeen door dit shogunaat als slecht voor de publieke moraal werd beschouwd.
Een oyama wordt vanaf zeer jonge leeftijd opgeleid om te lopen, praten en handelen als een vrouw.
In 1900, toen er voor het eerst filmstudio's werden opgericht in Japan, was het voor vrouwen verboden om aan cultuur te doen. Dus om in theaterstukken en films vrouwenrollen te laten zien maakte men gebruik van oyama's.
Hoewel bij kabuki de vrouwenrollen nog steeds door mannen worden vertolkt, mogen vrouwen tegenwoordig in Japan gewoon acteren voor toneel en film.